# Форточка

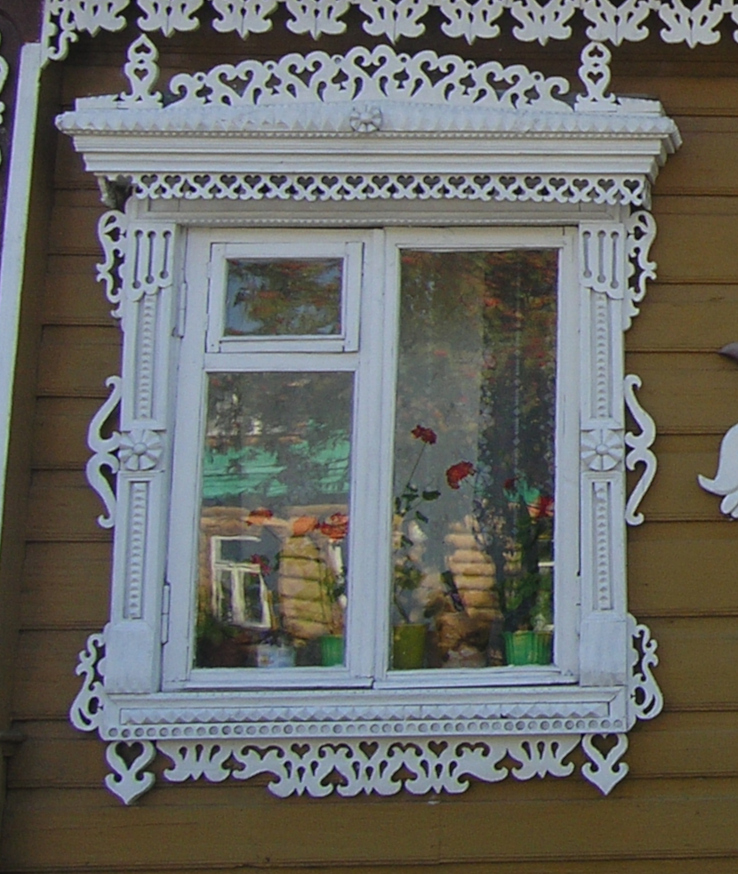
Окно с форточкой

Фо́рточка (от нем. Pförtchen — «воротца», «дверки», через пол. forta, fórtka,  awning window - english) — открывающаяся самостоятельно верхняя или нижняя часть створки оконного переплёта, прикреплённая на петлях к обвязке створки.
История
Первоначальные аналоги форточек использовались ещё в средневековой Европе, однако широкое распространение они получили в XIX веке в странах с умеренным и холодным климатом — особенно в России и Германии. Их основное назначение заключалось в обеспечении вентиляции помещений без сильного снижения температуры.
Использование в быту и культуре
Форточки были особенно популярны в многоэтажных жилых домах советской архитектуры. Благодаря простоте конструкции и возможности точечного проветривания, форточки долгое время оставались стандартом. В советской культуре форточка стала символом «умеренного доступа к свежему воздуху» и нередко упоминается в литературе, кинематографе и бытовых анекдотах.
Интересные факты
В старых квартирах форточки часто использовались для вытяжки табачного дыма — это считалось «вежливым» способом проветривания.
В народной речи появилось выражение «залезть через форточку», обозначающее скрытное проникновение в помещение.
Некоторые животные, в частности кошки, научились самостоятельно открывать форточки лапами — из-за чего в ряде стран стали производить специальные ограничители.
В 1930–1980-х годах на форточки устанавливались форточные замки, особенно в городах, где был высокий риск мелких квартирных краж.
Современные энергосберегающие технологии практически вытеснили форточки из новых оконных систем, заменив их регулируемыми приточными клапанами.